# Gran Mezquita de Mahdía
La Gran Mezquita de Mahdía (en árabe: الجامع الكبير في الكبير) es una mezquita que fue construida en el siglo X en Mahdía, Túnez.
Situada en el lado sur de la península en la que se encontraba la ciudad antigua, la mezquita fue construida en el año 916 (303-304 en el calendario islámico), tras la fundación de la ciudad dentro de las murallas construidas por el califato sobre una plataforma artificial «reclamada al mar», como mencionó el geógrafo andaluz Abdallah al-Bakri. Los demás edificios erigidos en las cercanías en esa época han desaparecido desde entonces.

## Historia
El primer imán del califato fatimí, Abdullah al-Mahdi Billah, fundó Mahdía en el 909. Eligió construir la mezquita en un área de la ciudad amurallada cerca de su palacio.
El aspecto fortificado del monumento muestra el espíritu pionero de la arquitectura religiosa construida en Ifriqiya en los primeros siglos de la conquista árabe. Mahdía también fue diseñada como una ciudad de refugio de la creciente hostilidad de la población suní hacia la imposición del islam chií por los fatimíes. Sin embargo, las dos grandes torres de esquina de la mezquita no están diseñadas para la defensa, sino como tanques para recoger el agua de lluvia. Es probable que, al menos durante algún tiempo, fueran alimentadas por la línea de agua que servía al palacio al-Mahdi desde fuentes subterráneas en Miyyanish, a seis kilómetros de la ciudad.
La mezquita estaba originalmente revestida de mármol, pero gran parte de eliminada durante los episodios en que fue reducida a ruinas y posteriormente reconstruida. Es posible que en Pisa la iglesia de San Sixto se construyera con mármol que había sido arrancado de la mezquita. El edificio sufrió varios cambios a lo largo de los siglos, especialmente durante el período otomano, después de la destrucción de la ciudad por los españoles en 1554.
Entre 1961 y 1965 el edificio fue completamente renovado por el arquitecto francés Alexandre Lézine, respetando la disposición general y la estructura del edificio del siglo X. La monumental puerta de acceso y el pórtico del norte se conservan de la estructura original, mientras que el resto es el resultado de reconstrucciones anteriores.

## Arquitectura

### Espacios exteriores
El edificio consiste en un gran cuadrilátero irregular, de unos 85 por 55 metros. El lado sur, que alberga el mihrab, es ligeramente más largo que el lado norte. Vista desde el exterior, la mezquita parece una fortaleza debido a sus muros macizos sin aberturas excepto en la fachada, al amplio uso de la piedra y, sobre todo, a la presencia en la fachada de las dos torres cuadradas truncadas en los ángulos noreste y noroeste. Dado que la mezquita no parece haber incluido nunca un minarete, es probable que la llamada a la oración se hiciera desde una de las torres.
La entrada principal, situada en el centro del muro norte y flanqueada por dos pequeñas aberturas, está marcada por un gran arco que descansa sobre pilares y está coronada por una pilastra de estilo ático. La solemnidad del portal se ve reforzada por la sencillez de las molduras en las superficies, la arcada ciega y los arcos de herradura en el nivel inferior y los nichos en el nivel superior de la arquivolta, que reflejan el motivo de la cornisa.
Dentro hay un gran patio rodeado de arcadas en los cuatro lados. El pórtico norte conserva sus arcos ojivales originales sostenidos por pilares de piedra, mientras que las otras arcadas tienen arcos sobre columnas corintias. Las columnas están solitarias en las arcadas este y oeste y hermanadas en la arcada sur y a lo largo de la fachada de la sala de oración. Existen algunas similitudes entre el diseño de arista recta de las bóvedas de arista que cubren el pórtico oeste y las bóvedas de arista de la abadía de Cluny, la abadía de Monte Cassino y Santo Angelo in Formis que podrían deberse a la influencia borgoñona. Mahdía fue capturada por los cruzados en 1088.

### Sala de oración

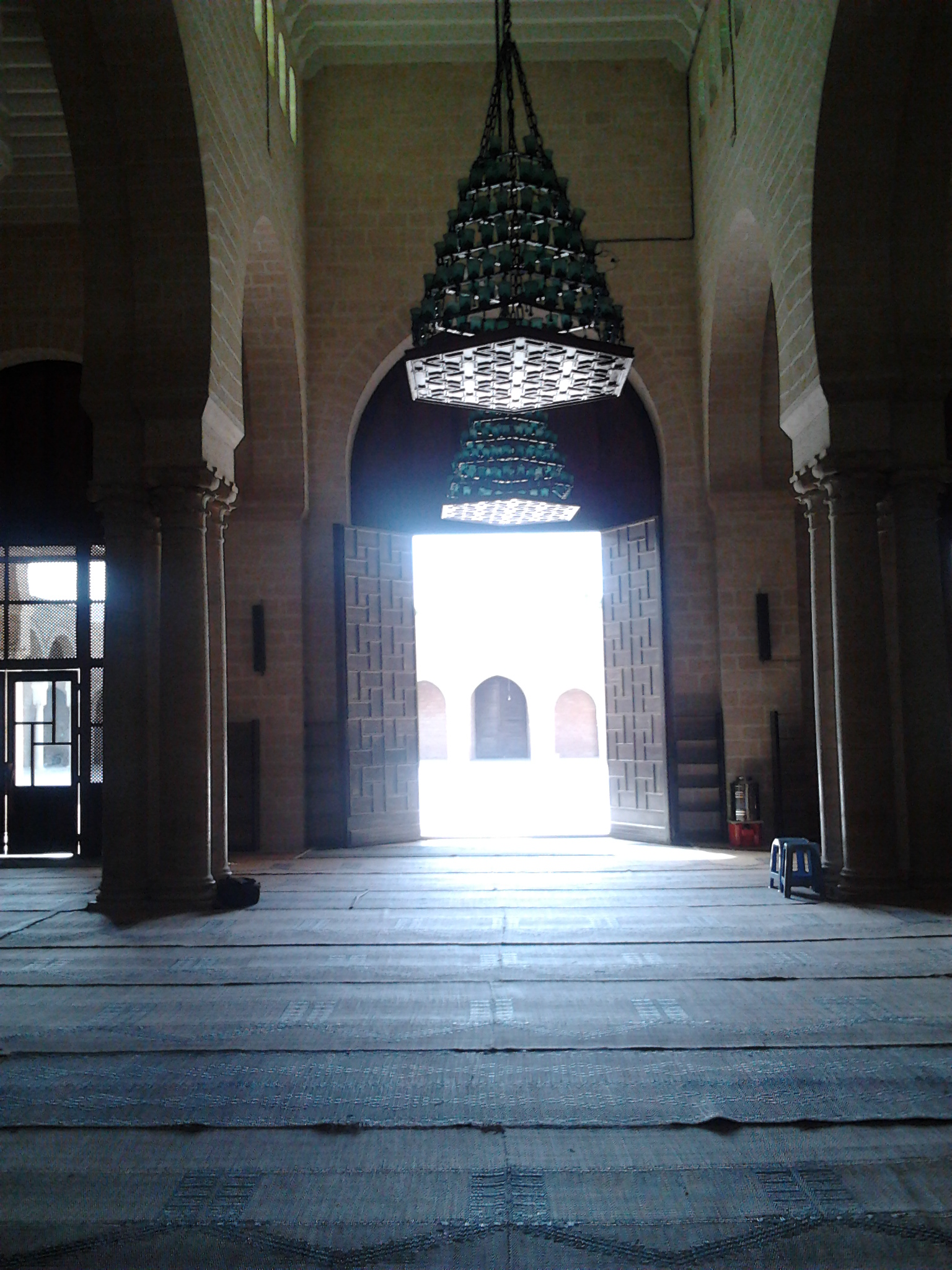
Entrada a la sala de oración.

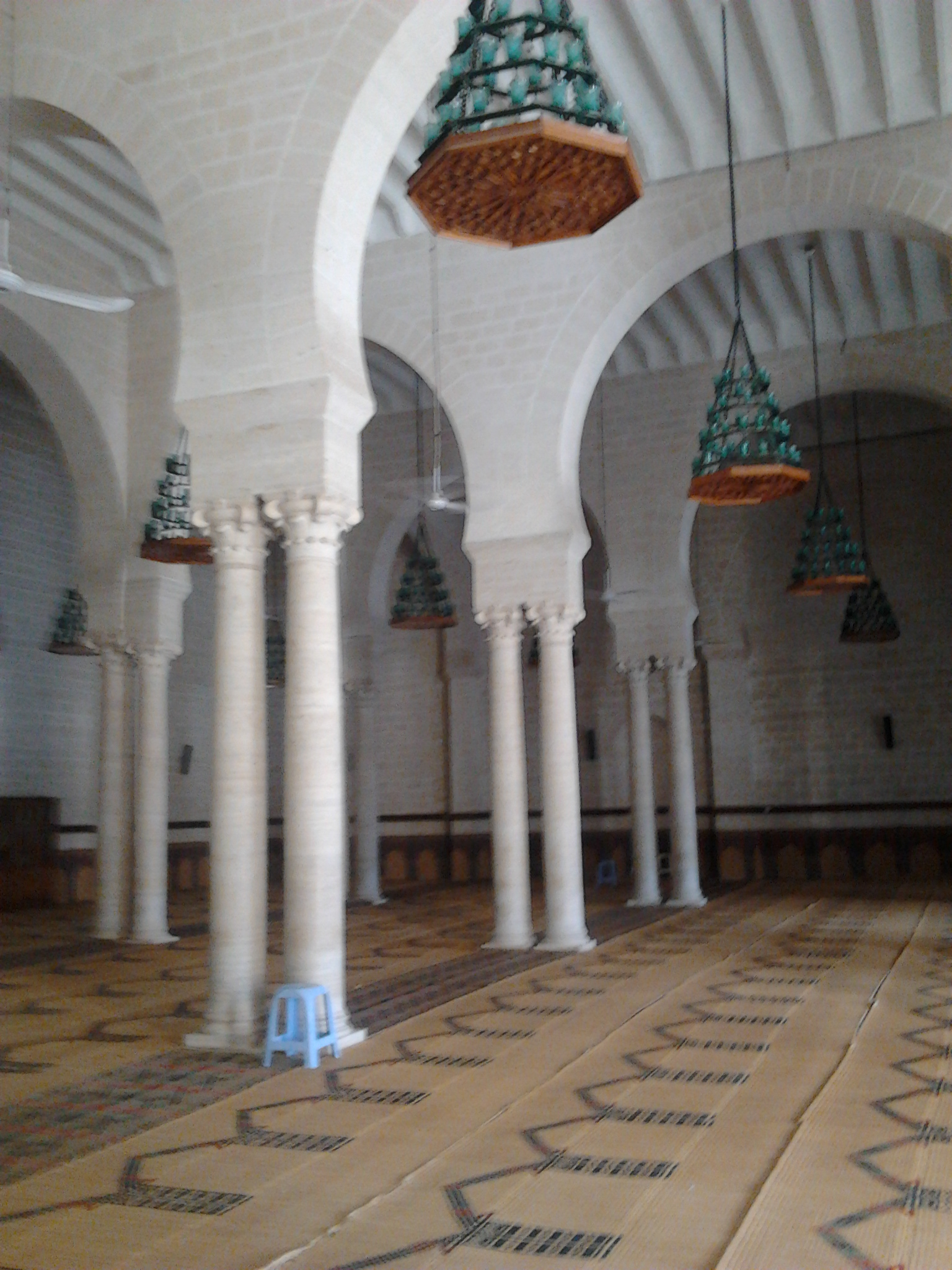
Interior con columnas gemelas.

La gran sala hipóstila, salpicada de columnas corintias, consta de nueve pasillos perpendiculares a la qibla y cuatro bahías.
La nave central, mucho más alta y ancha que las demás, está flanqueada por una hilera de gruesos arcos gemelos, sostenidos por grupos de cuatro columnas en lugar de las columnas gemelas utilizadas en las naves.
La nave central define así un eje dentro de la estructura hipóstila que conduce al mihrab. La intersección con el transepto, de igual magnitud y paralelo al muro de la qibla, da como resultado una planta en forma de T, un rasgo arquitectónico cuyo punto central es la intersección del transepto y la nave frente al nicho del mihrab.
Abierta al eje de la nave a través de un arco de herradura, la zona central está definida por pilares y semi pilares en ángulos y fajos, formados por grupos de columnas, sobre los que descansa una cúpula semiesférica. Es un octogonal estilobato perforado con 24 ventanas de vidrio verde. La carga es llevada por pechinas. Una banda de mármol negro decorada con inscripciones del Corán marca la transición entre las dos complejas formas estructurales. Este punto focal de la composición arquitectónica está sumergido en la oscuridad pero bañado en un suave verde claro (el color del Islam) que pasa a través de las ventanas de la cúpula.
El mihrab tiene la forma de una herradura, en piedra blanca de Keddāl, y está soportado por dos columnas de mármol verde oscuro. En el interior hay una rica decoración escultórica con dos niveles separados por una banda de mármol blanco cubierta con versos coránicos en caracteres cúficos. El nivel inferior tiene nueve ranuras verticales terminadas en forma de concha en sus extremos superiores, sobre las que hay decoraciones de trébol en alto relieve.
Por encima de la banda de mármol blanco, los surcos curvos convergen en la parte superior en un único punto en la parte superior del arco.
La inusual presencia de un segundo y más pequeño mihrab —un simple nicho sin decoración— en una posición excéntrica en la pared oeste de la sala de oración, se explica por la controversia entre el chiismo y el sunismo sobre la dirección correcta de La Meca.

## Innovaciones arquitectónicas

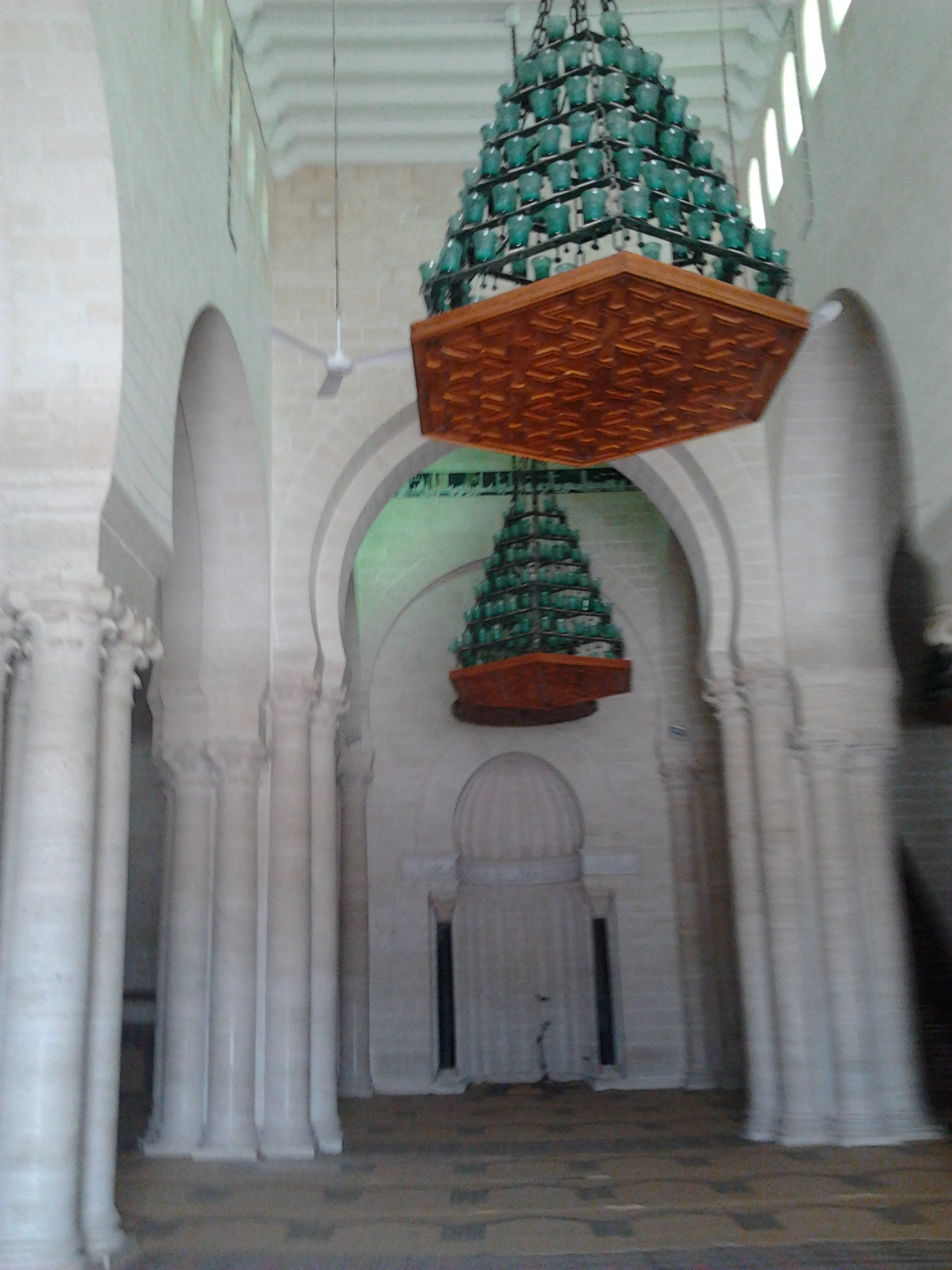
Nave central de la sala de oración.

La mezquita se inspira en gran medida en su plano y en otros elementos arquitectónicos del siglo IX en la Gran Mezquita de Kairuán, un monumento que sirvió de modelo para la arquitectura religiosa musulmana en Ifriqiya.
Sin embargo, el gran portal, reservado al califa y su séquito, constituye un importante punto de inflexión en la arquitectura islámica porque permite por primera vez una entrada estética y simbólica a un lugar de culto, que antes había sido totalmente anónimo incluso en el caso de monumentos prestigiosos. Inspirada en los arcos de triunfo de Roma, pero también en las entradas de los Omeyas en los castillos del desierto, la puerta monumental marca el comienzo de un viaje de honor a la mezquita, que termina en la parte trasera de la sala de oración. De hecho, desde la entrada principal, un inusual pasillo cubierto dividió una vez el patio y luego condujo a través de la nave al mihrab, donde el califa fatimí ejercía sus funciones como imán de la comunidad.
La estructura basilical de la sala de oración, dividida en naves perpendiculares a la qibla, con énfasis en el eje simbólico y la dirección «nave - mihrab», marcado por una cúpula en la parte delantera pero ya revelado a través del foco en el arco central —grande, con una combinación de pilares y columnas en lugar de las habituales columnas dobles, etc.—, fue probado con éxito en la Gran mezquita de Kairuán un siglo antes. Sin embargo, la sintaxis de los elementos arquitectónicos complejos, excepcional en el caso del portal y del corredor cubierto, es única en la Gran Mezquita de Mahdía.

## Influencia
La mezquita al-Hakim de El Cairo, iniciada en 990 y terminada entre 1003 y 1013, toma prestado del diseño de la mezquita Mahdía, con el amplio y alto pasillo central que lleva al mihrab. La mezquita de al-Azhar, en la misma ciudad, parece haber tenido una entrada similar La construida por Baibars en 1266-1269, también en El Cairo, tiene algunas similitudes externas, con su larga pared, los contrafuertes de las esquinas y las puertas que sobresalen. La mezquita de Ajdabiya en Libia tenía un plan similar, aunque no una entrada tan monumental. Como ella, por las mismas razones ideológicas, la mezquita de Ajdabiya no tenía minarete.

## Galería

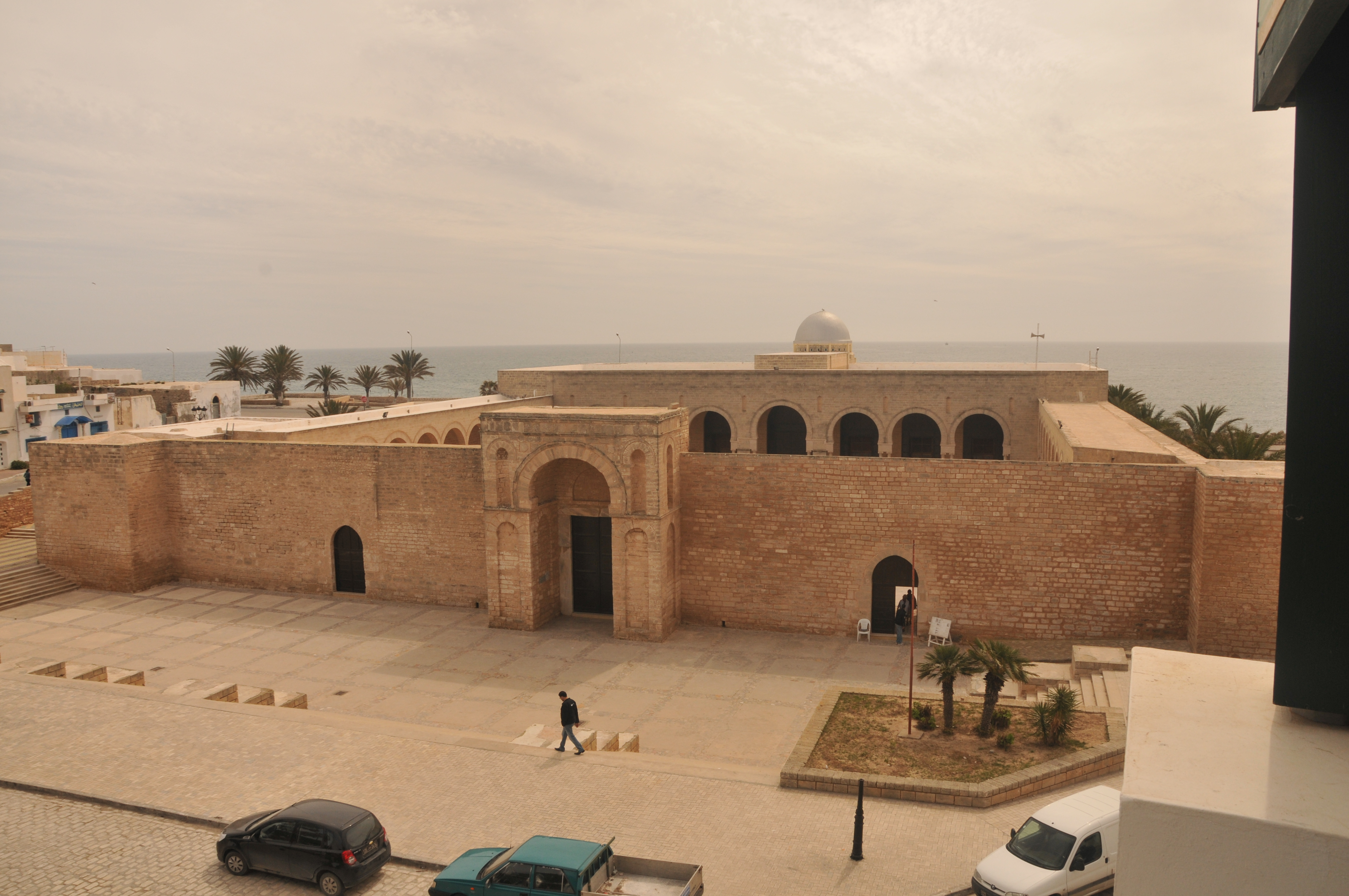
Fachada.
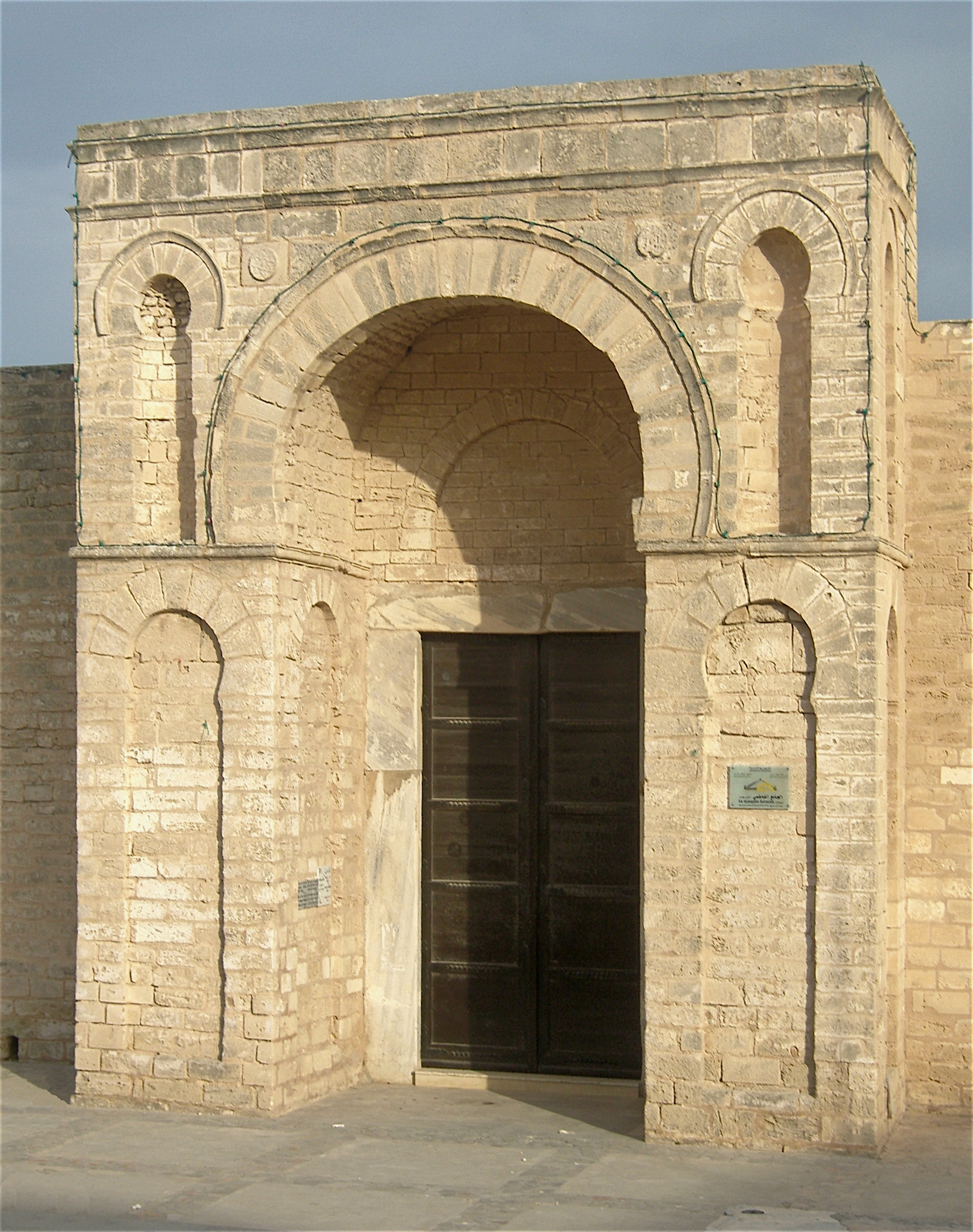
Portón.
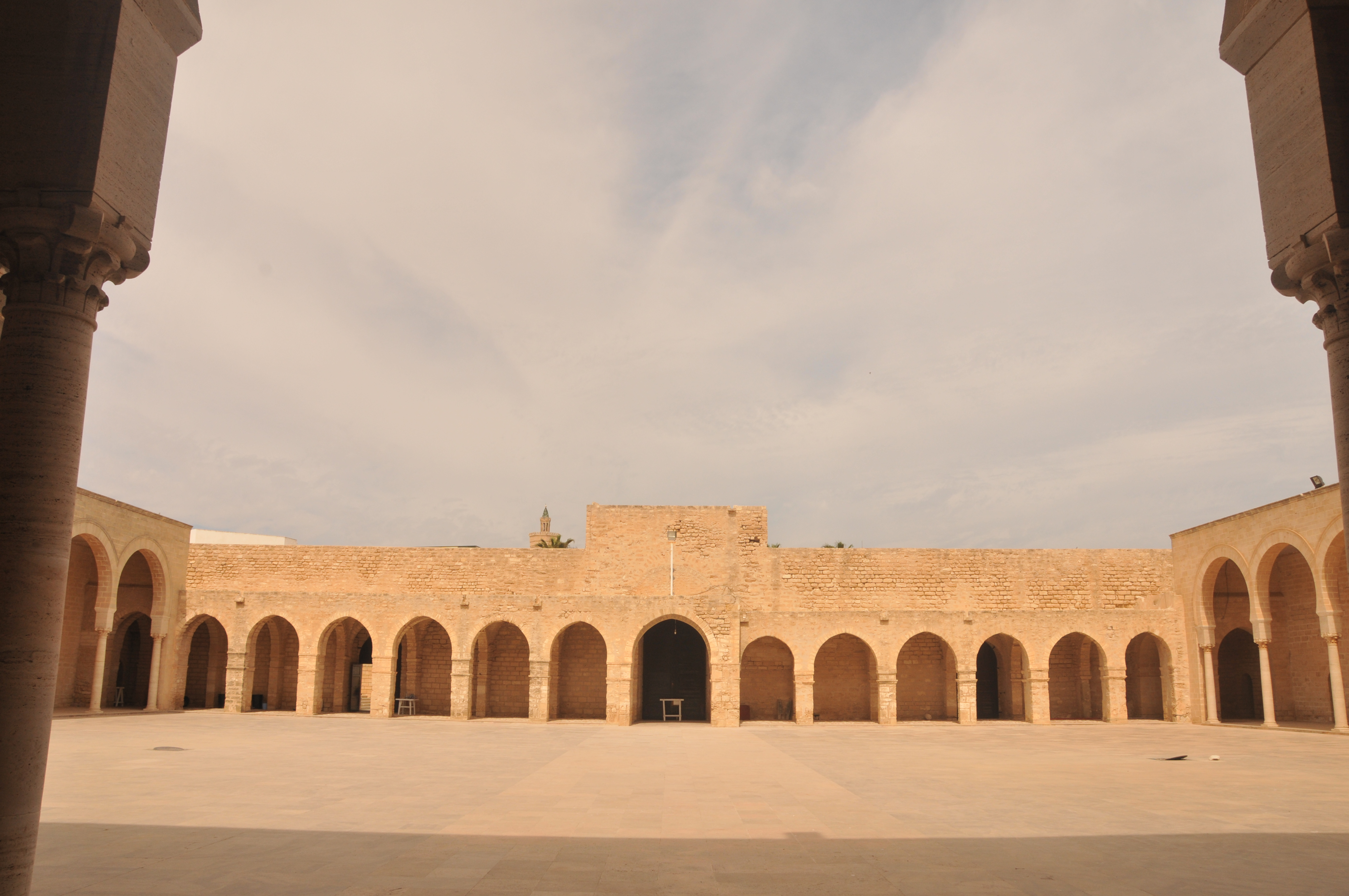
Patio.